# Ommatissopyrops lusitanicus
Ommatissopyrops lusitanicus é uma espécie de insetos lepidópteros, mais especificamente de traças, pertencente à família Epipyropidae.
A autoridade científica da espécie é Bivar de Sousa & Quartau, tendo sido descrita no ano de 1998.
Trata-se de uma espécie presente no território português.